# 國葬 (小說)
《國葬》是白先勇早期的短篇小說，1971年發表於《現代文學》第四十三期，之後收錄於《臺北人》小說集。小說透過秦義方參加李將軍國葬時的觀察和回憶，道出昔日叱吒風雲的李將軍及其部下猛將的往事和際遇。

## 內容簡介
陸軍一級上將李浩然將軍舉行國葬，當了幾十年副官的秦義方從臺南趕來參加，在靈堂上的所見所聞，使他回憶起李將軍及其部下猛將的種種往事......
李浩然將軍當了一輩子的軍人，帶過上百萬軍隊，從廣州打到山海關。他手下的三員猛將：被稱為「鋼軍司令」的章健司令、葉輝副司令，及被稱為「鐵軍司令」的劉行奇。他們從北伐到抗日，勇不可當，曾轟轟烈烈的建下軍功。
在國共戰爭後期，李浩然以為大軍退到家鄉廣東，可以和子弟兵背水一戰，保衛家鄉，挽回頹勢，不料全軍覆沒，十幾萬的廣東子弟盡喪敵手。最後撤退的時候，劉行奇的兵團更困在廣東，無法和李浩然等會合。李浩然、章健、葉輝三人在海南島龍門港八桂號兵艦上等了劉行奇三天後，唯有撤退離開。從家鄉開始出征至北伐抗日都戰無不勝的劉行奇，在廣東被共產黨八路軍俘虜，一年後才隻身從逃至臺灣。剛到臺灣，他即被革除軍籍。
戰爭完結後，章健隱居香港。葉輝在臺北榮民醫院長住數年。被革除軍籍的劉行奇出家為僧。
李浩然性格倔強，他兒子假裝生病，退出軍校，跑到美國，李浩然氣得的叫他「以後不必再來見我的面！」，之後李少爺長居美國。秦義方是跟了李浩然幾十年的副官，因得了哮喘病，李浩然於是命他退休，到溫暖的臺南養病。夫人死後，李浩然一個人在臺北過著寂寞的生活。一個晚上，李浩然心臟病發，倒在地板上。

## 人物
| 人物   | 簡介 |
| 李浩然 | 李將軍，廣東人，陸軍一級上將，因心臟病突發死亡，國家為他舉行國葬。                                                         |
| 秦義方 | 跟了李將軍幾十年的老副官，因哮喘病退休到溫暖的臺南養病。                                                                   |
| 章健   | 章司令，李將軍部下的三員猛將之一，他和葉輝被稱為「鋼軍司令」。戰後隱居香港。                                               |
| 葉輝   | 葉副司令，李將軍部下的三員猛將之一，章健和他被稱為「鋼軍司令」。近幾年長住在臺北榮民醫院。                                 |
| 劉行奇 | 李將軍部下的三員猛將之一，被稱為「鐵軍司令」。北伐時後頸受過炮傷。曾被八路軍俘虜一年，逃至臺灣後被革除軍籍，最後出家為僧。 |
| 李少爺 | 李浩然之子。曾裝病從軍校退下來，跑到美國。                                                                                 |